# Gao Qipei

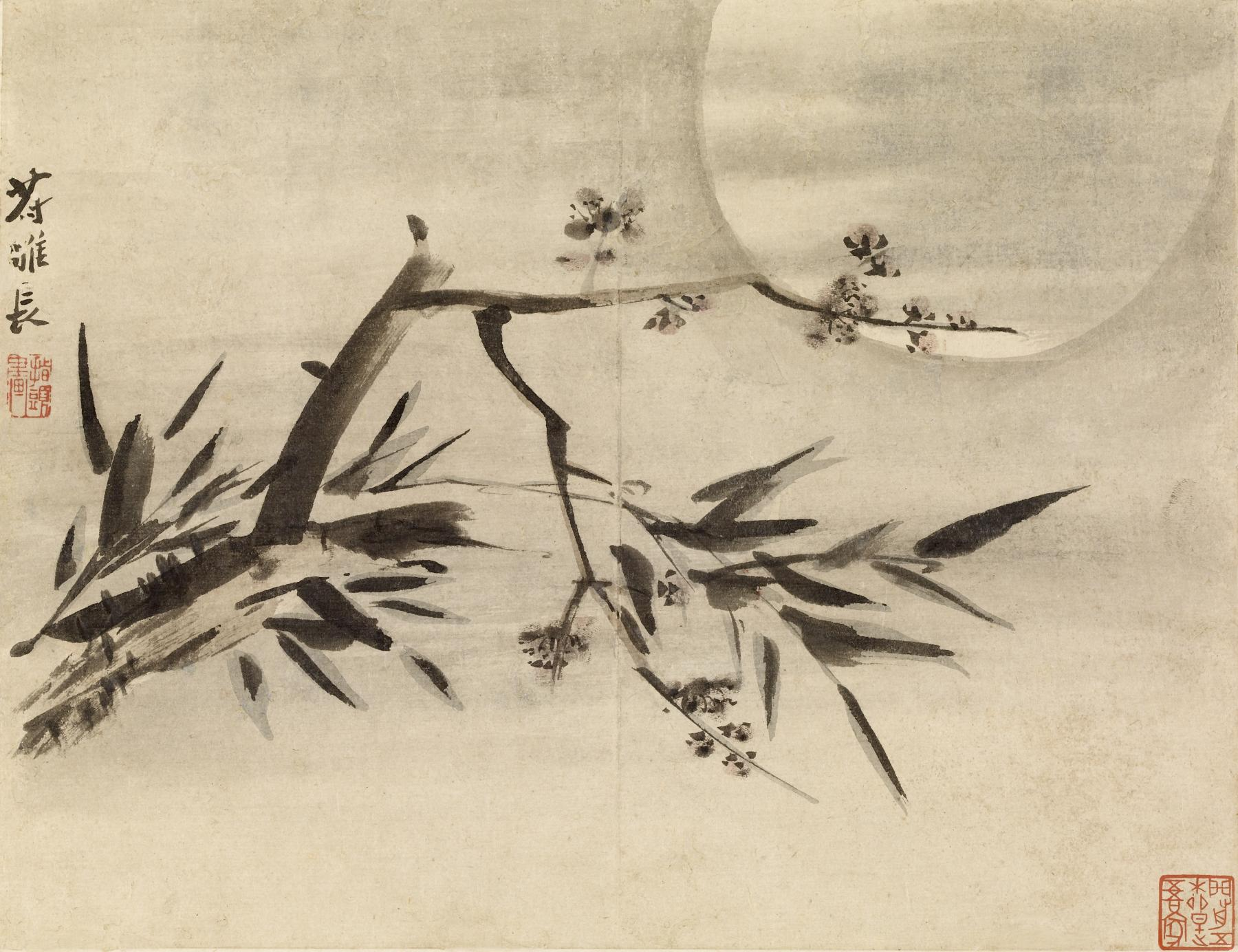
Bamboe, pruimenbloesem en maan
gewassen inkt op papier, 1713 (collectie Walters Art Museum)

Gao Qipei (vereenvoudigd Chinees: 高其佩; 1660–1734) was een Chinees kunstschilder die actief was tijdens de Qing-dynastie. Zijn omgangsnaam was Weizhi en zijn artistieke namen Qieyuan, Nancun en Changboshanren.

## Biografie
Gao Qipei werd in 1660 geboren in Jiangxi in een familie van Mantsjoes. Hij werd een succesvol lid van de literati aan de hoven van de Qing-keizers Kangxi (1662–1722) en Yongzheng (1723–1735). Hier verwierf hij een reputatie van begenadigd schilder van shan shui-landschappen en portretten in de traditionele stijl.
Op twintigjarige leeftijd onderscheidde Gao zich door met zijn vingers te schilderen in plaats van met een penseel; een idee dat hem ingevallen zou zijn tijdens een droom. Vingerverven was geen nieuwe techniek en werd reeds beoefend door Zhang Zhao (156–236). Gao onderscheidde zich echter door zijn nagels zeer lang te laten groeien en deze te gebruiken voor de fijne lijnen. Ook gebruikte hij zijn hele hand voor de grove streken. Aanvankelijk gebruikte Gao behalve zijn handen ook penselen, maar naarmate hij zijn techniek verfijnde liet hij deze steeds vaker achterwege.
Gao's met de hand geschilderde werken omvatten onder andere portretten, landschappen, dieren en bamboeschilderingen. Zij worden door kunstcritici geprezen om hun spontaniteit.

## Galerij

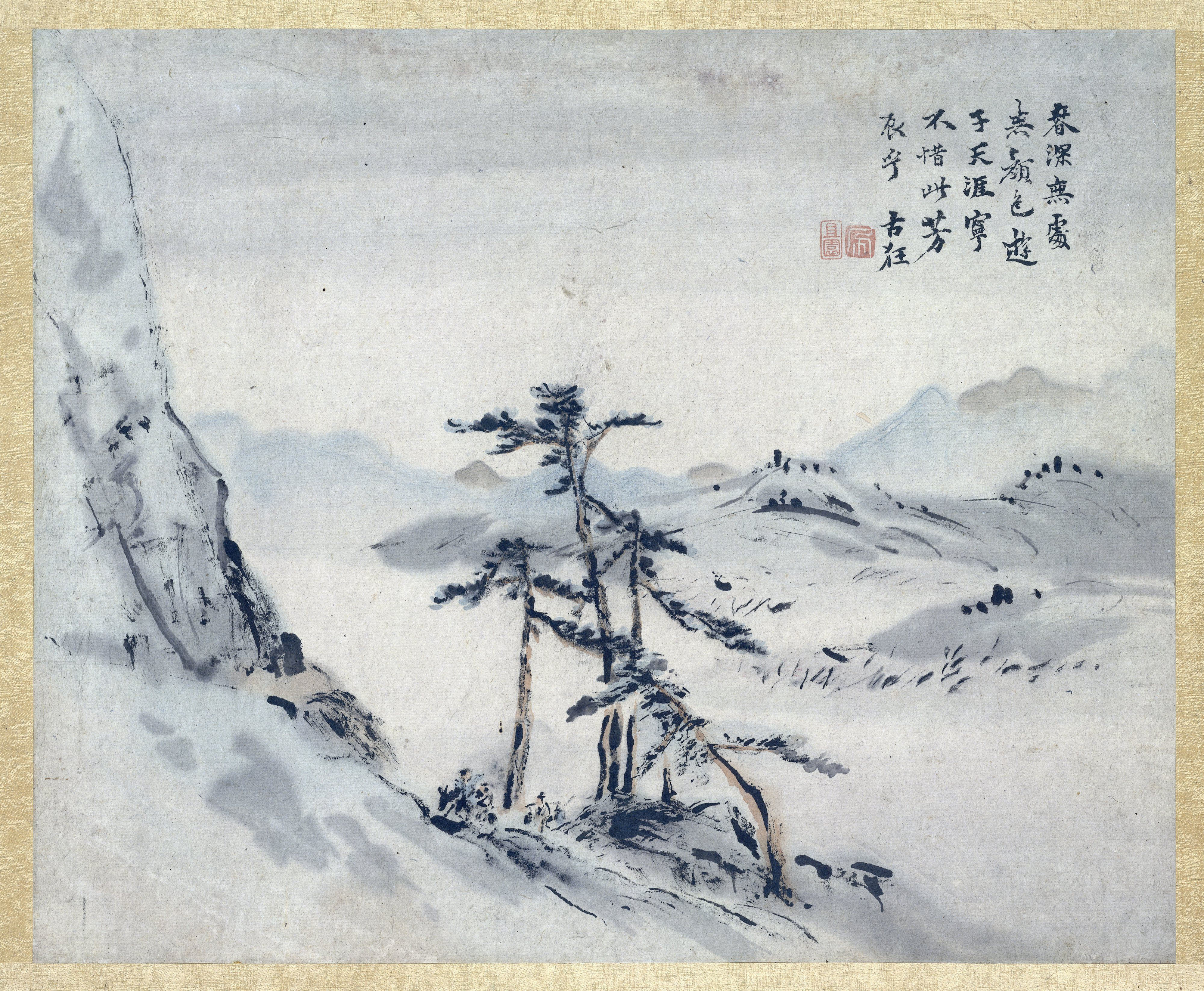
Landschap, gewassen inkt op papier, Rijksmuseum Amsterdam
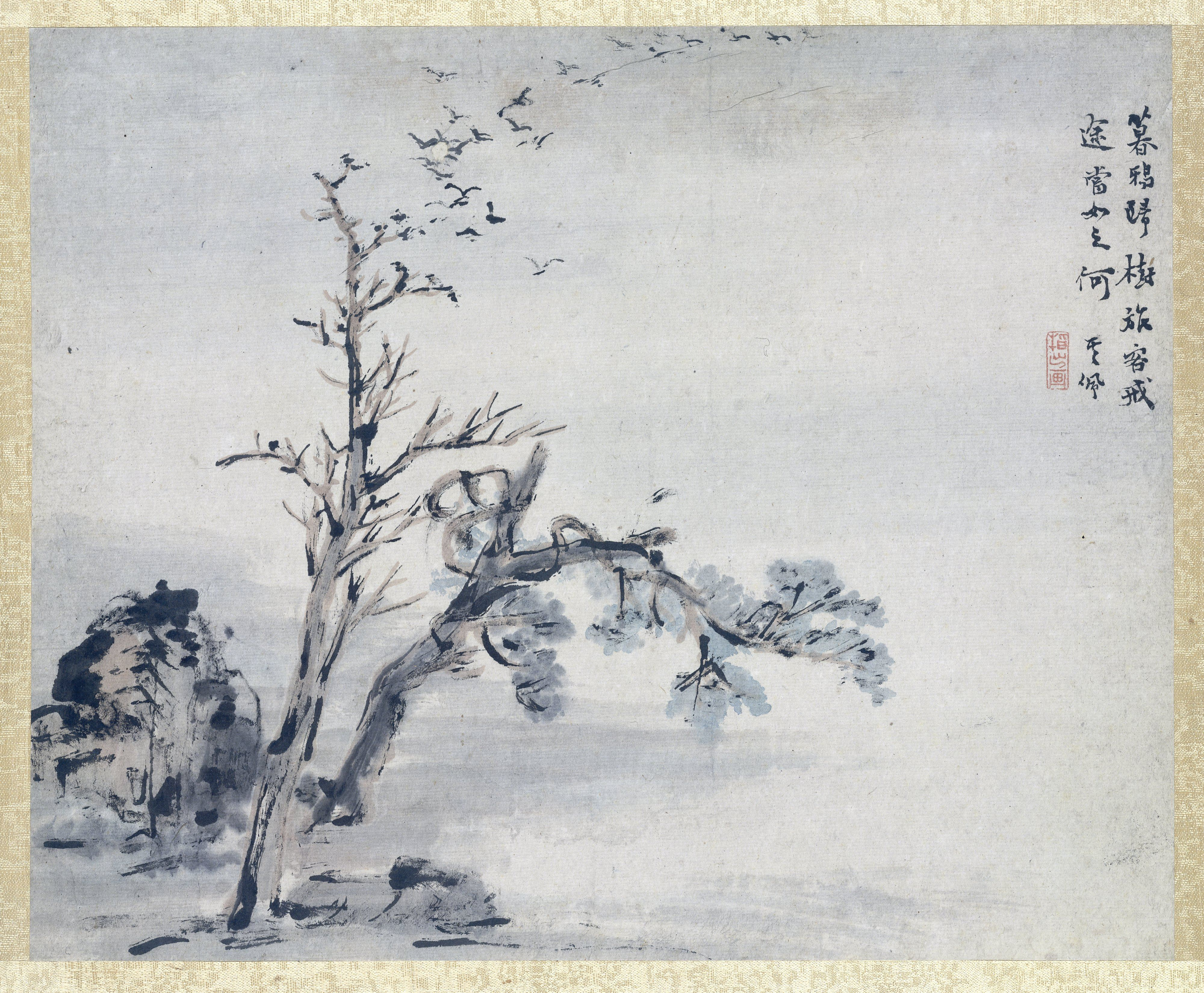
Landschap, gewassen inkt op papier, Rijksmuseum Amsterdam
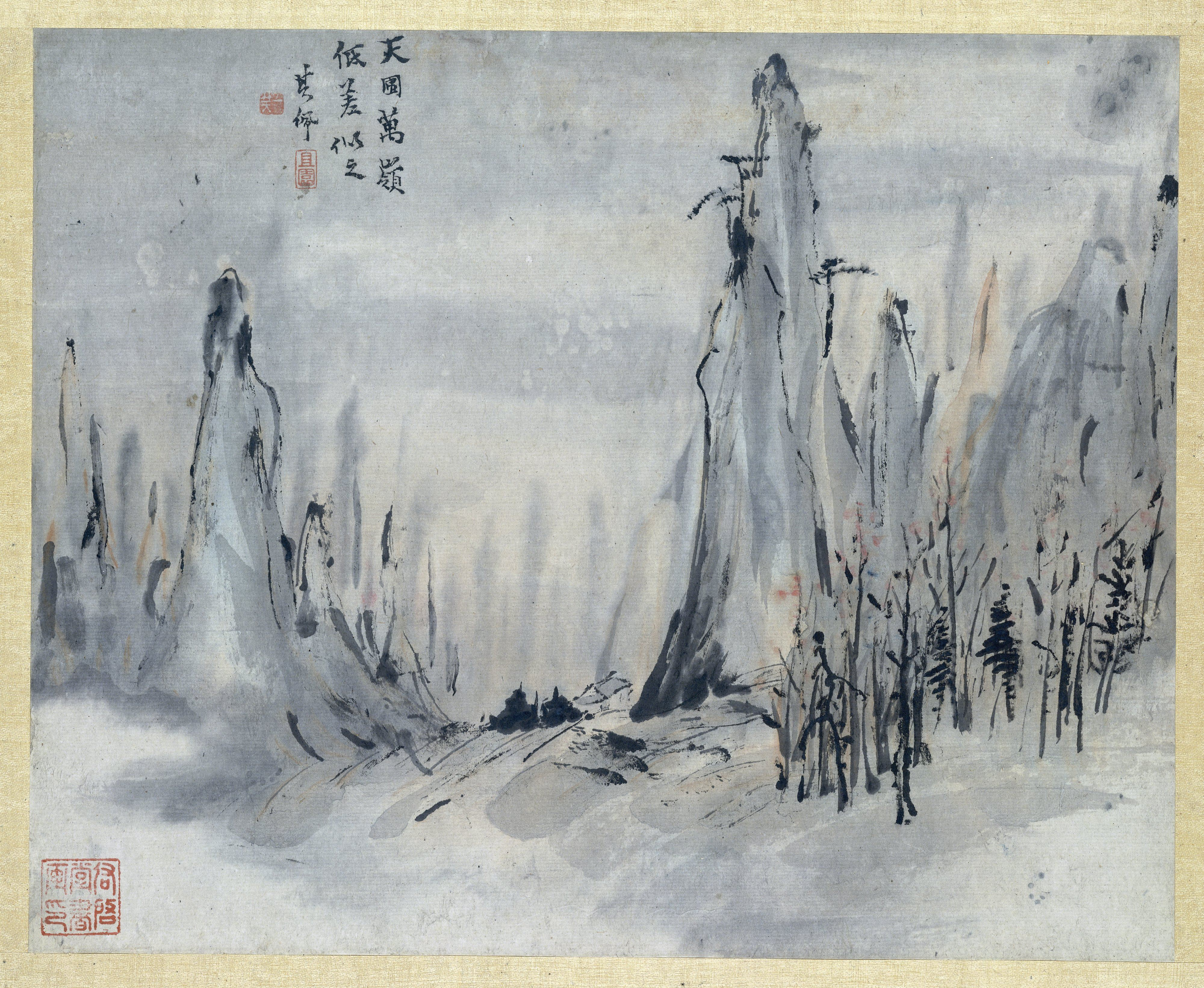
Landschap, gewassen inkt op papier, Rijksmuseum Amsterdam
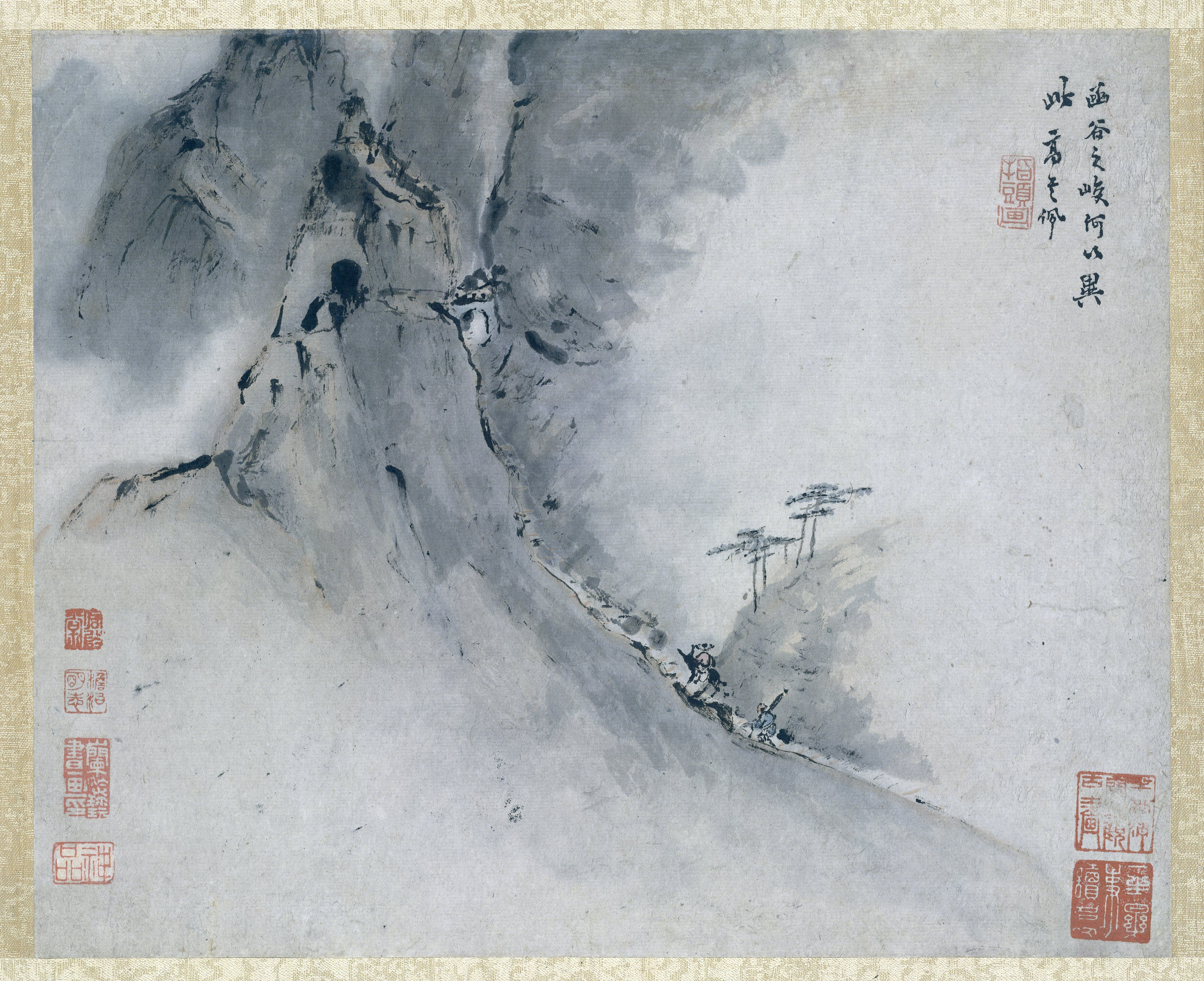
Landschap, gewassen inkt op papier, Rijksmuseum Amsterdam

- Biblioteca Nacional de España: XX1629387
- Bibliothèque nationale de France: cb12372137h (data)
- Gemeinsame Normdatei: 142880752
- International Standard Name Identifier: 0000 0001 1575 8699
- Library of Congress Control Number: n80106742
- Nationale bibliotheek van Australië: 36601505
- Nederlandse Thesaurus van Auteursnamen: 186861893
- RKD-Nederlands Instituut voor Kunstgeschiedenis: 280829
- Trove: 1318715
- Union List of Artist Names: 500125753
- Virtual International Authority File: 77617671
- WorldCat: E39PBJbxGr93gp88XtQcVx3qQq